# ويليام إس. كلارك
كان ويليام إس. كلارك (بالإنجليزية: William S. Clark)‏ أستاذًا أمريكيًا للكيمياء وعلم النبات وعلم الحيوان، وعقيدًا خلال الحرب الأهلية الأمريكية، وقائدًا في التعليم الزراعي. نشأ كلارك وتلقى تعليمه في إيستهامبتون، ماساتشوستس، وقضى معظم حياته البالغة في أمهيرست، ماساتشوستس. تخرج من كلية أمهيرست في عام 1848 وحصل على درجة الدكتوراه في الكيمياء من جامعة جورجيا أوغوستا في غوتنغن عام 1852. ثم شغل منصب أستاذ الكيمياء في كلية أمهيرست من عام 1852 إلى عام 1867. خلال الحرب الأهلية، حصل على إجازة من أمهيرست للعمل مع فوج مشاة المتطوعين في فوج ماساتشوستس الحادي والعشرين، حصل في النهاية على رتبة عقيد وقيادة تلك الوحدة.
في عام 1867، أصبح كلارك الرئيس الثالث لكلية ماساتشوستس الزراعية (MAC)، الآن جامعة ماساتشوستس أمهيرست. كان أول من عين هيئة تدريس وقبول فئة من الطلاب. على الرغم من نجاحها في البداية، فقد تعرضت رئاسة كلية الزراعة ماساتشوستس لانتقادات من قبل السياسيين ومحرري الصحف الذين شعروا أنها كانت مضيعة للتمويل في دولة كانت تنمو صناعيًا بشكل متزايد. كان المزارعون في غرب ماساتشوستس بطيئين في دعم الكلية. على الرغم من هذه العقبات، فإن نجاح كلارك في تنظيم مؤسسة أكاديمية مبتكرة أكسبه اهتمامًا دوليًا.
كان المسؤولون اليابانيون، الذين كانوا يسعون جاهدين لتحقيق التحديث السريع لتلك الدولة في أعقاب استعادة ميجي، مفتونين بشكل خاص بعمل كلارك. في عام 1876، عينت الحكومة اليابانية كلارك كمستشار أجنبي لتأسيس كلية سابورو الزراعية (SAC)، الآن جامعة هوكايدو. خلال الأشهر الثمانية التي قضاها في سابورو، نجح كلارك في تنظيم SAC، وكان له تأثير كبير على التطور العلمي والاقتصادي لجزيرة هوكايدو، وترك بصمة دائمة على الثقافة اليابانية. يطل وجه كلارك على سابورو من عدة تماثيل وكلمات فراقه لطلابه اليابانيين، شباب، كونوا طموحين! (「少年 よ 大志 を 抱 け Shōnen yo، taishi o idake」) أصبح شعارًا معروفًا على المستوى الوطني في اليابان.
بعد استقالته من رئاسة كلية الزراعة ماساتشوستس في عام 1879، ترك كلارك الأوساط الأكاديمية ليصبح رئيسًا لشركة تعدين، كلارك وبوثويل. اشترت الشركة، التي تعمل في الفترة من 1881 إلى 1882، العديد من مناجم الفضة، معظمها في يوتا وكاليفورنيا. أثبت شريك كلارك، جون آر بوثويل، أنه فاسد وسرعان ما انهارت الشركة، ما أدى إلى تدمير سمعة كلارك وموارده المالية وثروات العديد من أصدقائه وعائلته. دمرت الفضيحة اللاحقة صحة كلارك. توفي بمرض القلب في منزله بأمهيرست عام 1886.

## التعليم والوظيفة المبكرة
وُلِد ويليام سميث كلارك في أشفيلد، ماساتشوستس، في 31 يوليو 1826، وكان ابن طبيب الريف، أثيرتون كلارك، وهارييت سميث كلارك. في حوالي عام 1834، انتقلت عائلته إلى إيستهامبتون، ماساتشوستس. تلقى كلارك تعليمه في مدرسة ويليستون (الآن مدرسة ويليستون نورثامبتون) في إيستهامبتون، والتحق بكلية أمهيرست في عام 1844. وحصل على عضوية في جمعية في بيتا كابا الأكاديمية المرموقة وتخرج في فصل عام 1848. ثم قام كلارك بتدريس الكيمياء في معهد ويليستون من 1848 إلى 1850. في عام 1851، غادر لدراسة الكيمياء وعلم النبات في جامعة جورجيا أوغوستا في ألمانيا، المعروفة الآن باسم جامعة غوتنغن، حيث حصل على درجة الدكتوراه. في الكيمياء عام 1852.
في وقت لاحق من ذلك العام، عاد كلارك إلى أمهيرست وقبل الأستاذية في الكيمياء التحليلية والتطبيقية في كلية أمهيرست. شغل هذا المنصب حتى عام 1867. كما شغل منصب أستاذ علم الحيوان من 1852 إلى 1858، وفي علم النبات من 1854 إلى 1858. بعد فترة وجيزة من تعيينه، بدأ كلارك في الترويج للتعليم الزراعي، وهو موضوع جذب انتباهه خلال فترة وجوده في غوتنغن. ابتداء من عام 1853، ترأس قسمًا جديدًا للعلوم للدراسة النظرية والعملية للزراعة. لم يكن البرنامج ناجحًا، ومع ذلك، أوقف في عام 1857 بسبب ضعف الحضور. أصبح واضحًا لكلارك أن نوعًا جديدًا من المؤسسات سيكون ضروريًا إذا درس التعليم الزراعي بشكل فعال. كان عضوًا في مجلس الزراعة في ماساتشوستس من 1859 إلى 1861 وكان رئيسًا لمجلس هامبشاير للزراعة من عام 1860 إلى عام 1861، ثم من عام 1871 إلى عام 1872. في ماساتشوستس.

## العائلة
بعد بضعة أشهر من عودته من ألمانيا، في 25 مايو 1853، تزوج كلارك من هارييت كيوبولاني ريتشاردز ويليستون. كانت هارييت ويليستون ابنة كلاريسا وويليام ريتشاردز المبشرين الأمريكيين إلى مملكة هاواي. في عام 1838، أرسل هارييت وشقيقها ليمان من هاواي ليأخذها الصناعي صمويل ويليستون حتى يمكن تعليمهما في مدرسة ويليستون في إيستهامبتون. توفي ويليام ريتشاردز عام 1847 في هاواي. نجت زوجته كلاريسا منه، لكنها بقيت في هاواي لبعض الوقت بعد وفاة زوجها واتفق على أن يتبنى ويليستون كلًا من هارييت وليمان ريتشاردز. ثبت والد زوج كلارك بالتبني، صموئيل ويليستون، أنه راعي مهم لمسيرته المهنية. كان ويليستون المتبرع الرئيسي لكلية أمهيرست، وشخصية مؤثرة للغاية في غرب ماساتشوستس.
كان لدى وليام وهارييت كلارك 11 طفلًا، عاش 7 منهم فقط حتى سن الرشد. تزوج ابنهما الأكبر وابنتهما، إميلي ويليستون كلارك، من إف دبليو ستيرنز، نجل التاجر البارز وصاحب المتجر آر إتش ستيرنز. أصبح أحد أبنائهما، هوبرت ليمان كلارك، عالمًا في علم الحيوان.

## الحرب الأهلية

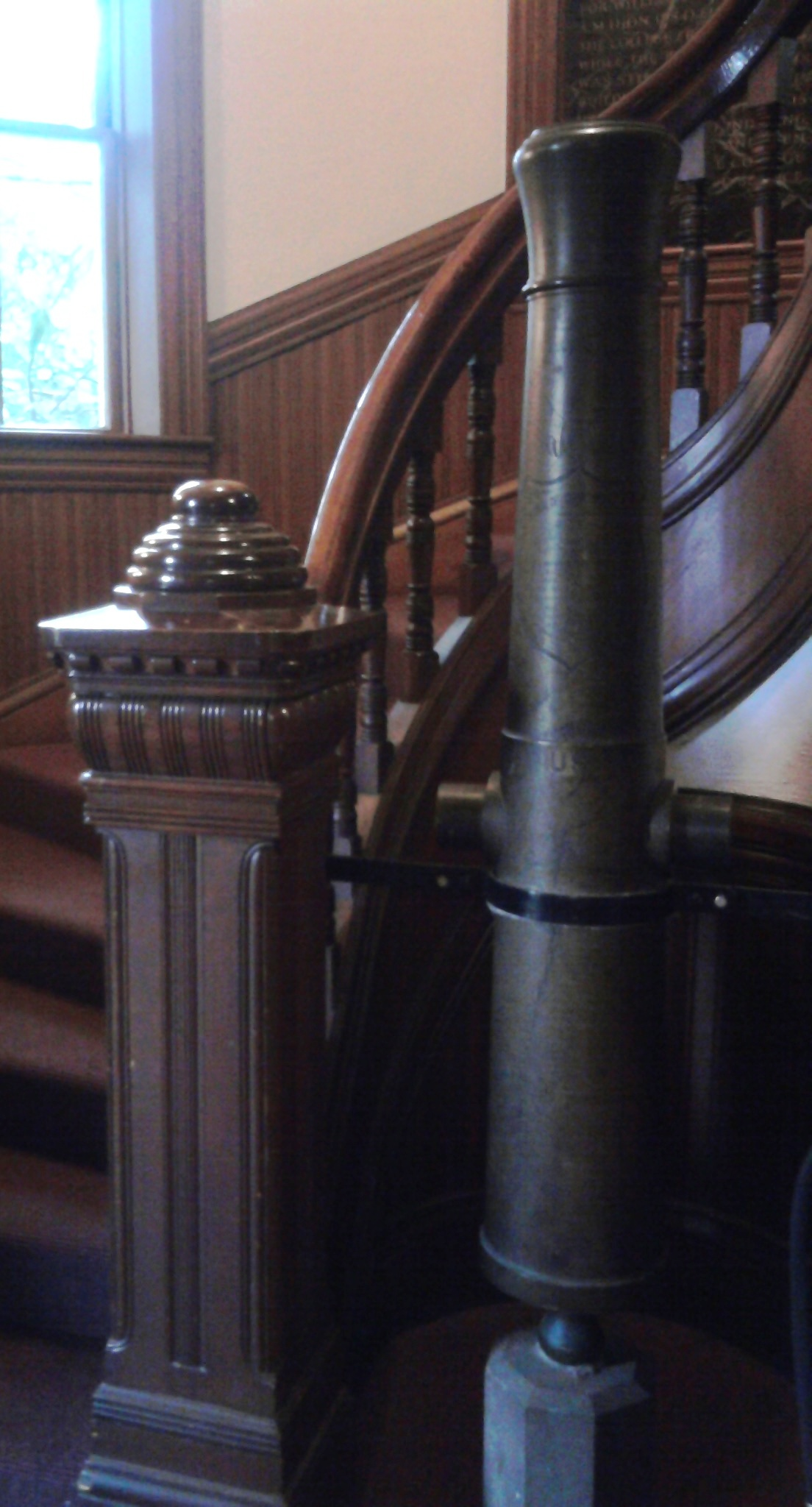
مدفع في أمهرست

توقفت مهنة كلارك الأكاديمية بسبب الحرب الأهلية. كان كلارك مؤيدًا متحمسًا لقضية الاتحاد في الحرب، وقد شارك في تدريبات عسكرية للطلاب في كلية أمهيرست ونجح في تجنيد عدد من الطلاب. في أغسطس 1861، حصل على عمولة تخصص في فوج مشاة 21 فوج ماساتشوستس المتطوع. خدم في 21 ماساتشوستس لما يقرب من عامين، وفي النهاية تولى قيادة هذا الفوج كمقدم في عام 1862، وعقيدًا من عام 1862 إلى 1863.
خلال الأشهر الأولى من خدمتها، كلف 21 ماساتشوستس بواجب الحامية في الأكاديمية البحرية الأمريكية في أنابوليس بولاية ماريلاند. في يناير 1862، ألحق الفوج بفرقة الساحل بقيادة اللواء أمبروز بيرنسايد وشرع في قسم العمليات في ولاية كارولينا الشمالية. وضع كلارك في قيادة الفوج في فبراير 1862 وقاده في معركة نيو برن في 14 مارس 1862. في هذا العمل، اكتسب كلارك سمعة الشجاعة عندما قام الفوج بشحن بطارية الكونفدرالية وأخذ مدفع العدو، يحث الفوج إلى الأمام. كان المدفع أول قطعة مدفعية استولى عليها جيش الاتحاد خلال تلك الاشتباك. قدم من قبل الجنرال بيرنسايد إلى كلية أمهيرست تكريما للملازم فرازار ستيرنز، نجل رئيس كلية أمهيرست والمساعد في 21 ماساتشوستس، الذي قُتل في المعركة. ركب المدفع داخل قاعة مورغن في كلية أمهيرست.
بعد نقل ماساتشوستس الحادي والعشرين إلى فرجينيا الشمالية في يوليو 1862، أصبح الفوج في النهاية جزءًا من جيش بوتوماك وشارك في العديد من أكبر المعارك في الحرب بما في ذلك معركة Second Bull Run ومعركة أنتيتم ومعركة فريدريكسبرغ. عانى الفوج من أسوأ خسائره خلال معركة شانتيلي في 1 سبتمبر 1862. في خضم ارتباك المعركة، التي دارت رحاها في غابات كثيفة أثناء عاصفة رعدية، انفصل كلارك عن كتيبته وتجول في ريف فيرجينيا لمدة أربعة أيام قبل أن يجد الجيش مرة أخرى. بينما كان في عداد المفقودين، أدرج بشكل غير صحيح على أنه قتل في إحدى المعارك، وطبعت صحيفة أمهيرست نعيه تحت عنوان ذهب بطل آخر.
تضاءل حماس كلارك للحرب بشكل كبير بعد معركة فريدريكسبرغ التي عانى خلالها جيش الاتحاد من خسائر فادحة في اتهامات متكررة ضد جدار حجري شديد التحصين. في رسالة إلى صديق في يناير 1863، كتب كلارك أنه على الرغم من أنه ما يزال يشعر بأن المبادئ التي نقاتل من أجلها صحيحة ومشرفة، إلا أنه محبط وغير راضٍ عن الحكومة والجيش. بحلول أبريل 1863، تقلصت أعداد ماساتشوستس الحادي والعشرين بسبب ما أسماه كلارك المصير القاسي للحرب، لدرجة أن الفوج لم يعد موجودًا تقريبًا، وكانت قيادة كلارك اسمية فقط. لذلك استقال من مهمته وعاد إلى ماساتشوستس.

## روابط خارجية
- ويليام إس. كلارك على موقع الموسوعة البريطانية (الإنجليزية)